# Abbaye de Saint-Florent-le-Vieil
L'abbaye de Saint-Florent-le-Vieil ou abbaye de Saint-Florent du Mont-Glonne est une abbaye bénédictine située à Saint-Florent-le-Vieil, en France, dépendant du diocèse d'Angers devenue aujourd'hui un lieu culturel. L'église est quant à elle toujours un lieu de culte.

## Localisation
L'église abbatiale est située dans le département français de Maine-et-Loire, sur la commune de Saint-Florent-le-Vieil.

## Historique

### Moyen Âge
Au IVe siècle, l'ermite Florent d'Anjou s'établit au Mont Glonne, nom donné au promontoire. Avec l'aide de ses disciples, il y fonde une église. Une église monacale est fondée à la fin du VIIe siècle, qui est par la suite dédiée au Saint-Sauveur. À la fin du VIIIe siècle, sous l'abbé Abaldus, commence à s'organiser autour d'une règle une communauté religieuse. Charlemagne fait reconstruire le monastère, en le dotant de « marbre et d'une admirable architecture ». Il lui remet également une vase dit du Saint Graal. Louis le Pieux fait revenir des moines d'Italie et les installe au monastère pour y installer la règle bénédictine.

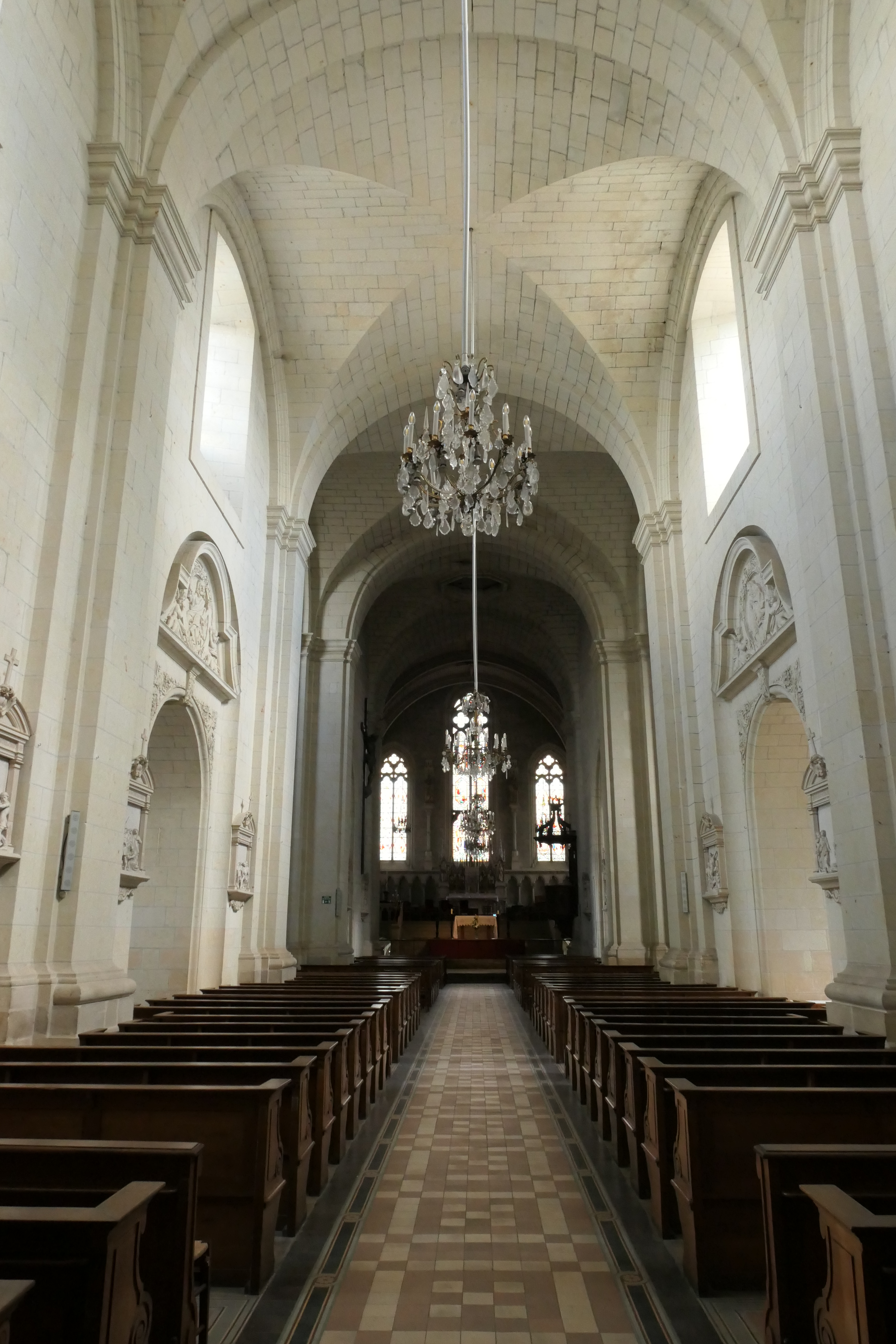
La nef de l'église.

Alors que la richesse du monastère est vantée par les chroniqueurs, le territoire se retrouve au centre des tensions entre Francs et Bretons. En 849, Nominoë traverse la Loire et assiège le monastère qui est partiellement détruit. Il est par la suite reconstruit avec l'aide de Charles le Chauve et de Nominoë. L'arrivée des vikings au milieu du IXe siècle s'avère funeste. Vers juin ou juillet 853, ils pillent et brûlent le monastère, et établissent leur port et camp fortifié sur l'Île Batailleuse. De cette base, ils peuvent alors remonter la Loire et ses affluents, jusqu'à Poitiers. Ils prennent Angers à plusieurs reprises avant d'en être chassés par Charles le Chauve en 873. Ils ne sont expulsés que vers 936-937, par le comte de Nantes Alain Barbetorte.
Face aux vikings, les moines s'enfuient avec leurs reliques. Ils reviennent une première fois vers 860 avant de s'enfuir à nouveau à Saint-Savin en 865, puis à Saint-Gondon entre 866 et 881. Ils résident également un temps à Tournus. Au lieu de revenir au Mont Glonne, la communauté de Saint-Florent se reconstitue près du château de Saumur et fonde Saint-Florent-de-Saumur, ou Saint-Florent-le-Jeune. L'ancien monastère du Mont Glonne devient alors Saint-Florent-le-Vieux et est transformé en prieuré, bien que gardant le vocable d'abbaye. À la suite de l'incendie en 1025 de Saint-Florent-de-Saumur lors de la prise de la ville par Foulques Nerra, l'abbé Frédéric et huit autres religieux se réfugient à Saint-Florent-le-Vieil. De retour près de Saumur, il y revient en 1036 pour dédier la nouvelle église.
Le successeur de Foulques Nerra, Geoffroy Martel, fait fortifier l'abbaye et le bourg attenant par une enceinte, en confiant la garde de la place aux moines. Geoffroy III confirme le droit des moines, sous condition de ne pas remettre la place à un tiers. En 1130, Geoffroy Plantagenêt s'engage à ne pas établir de communes sur le territoire de l'abbaye.
L'abbatiale sur son emplacement actuel est édifiée au XIVe siècle.

### Époque moderne et contemporaine

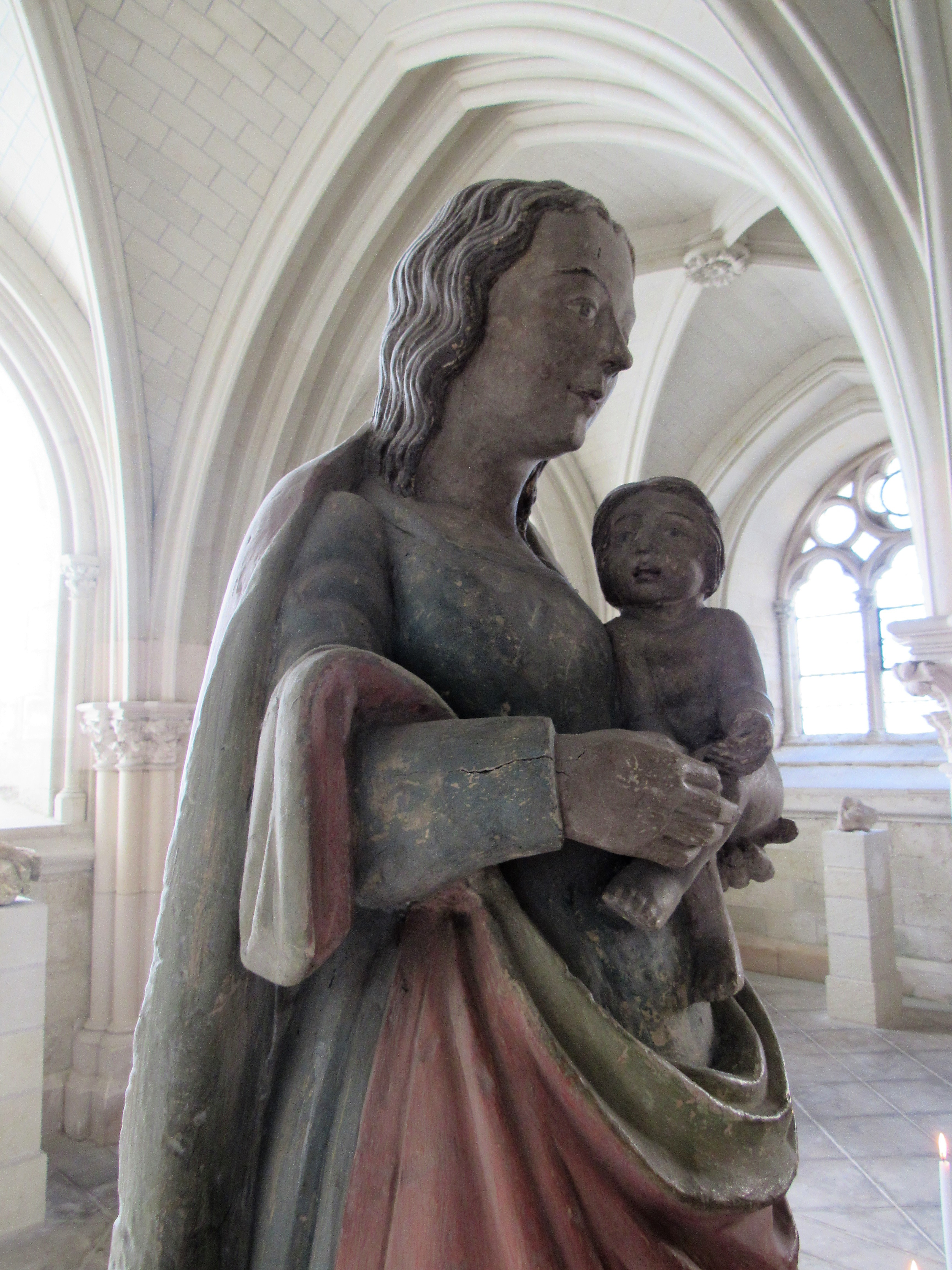
La Vierge du Bien Mourir.

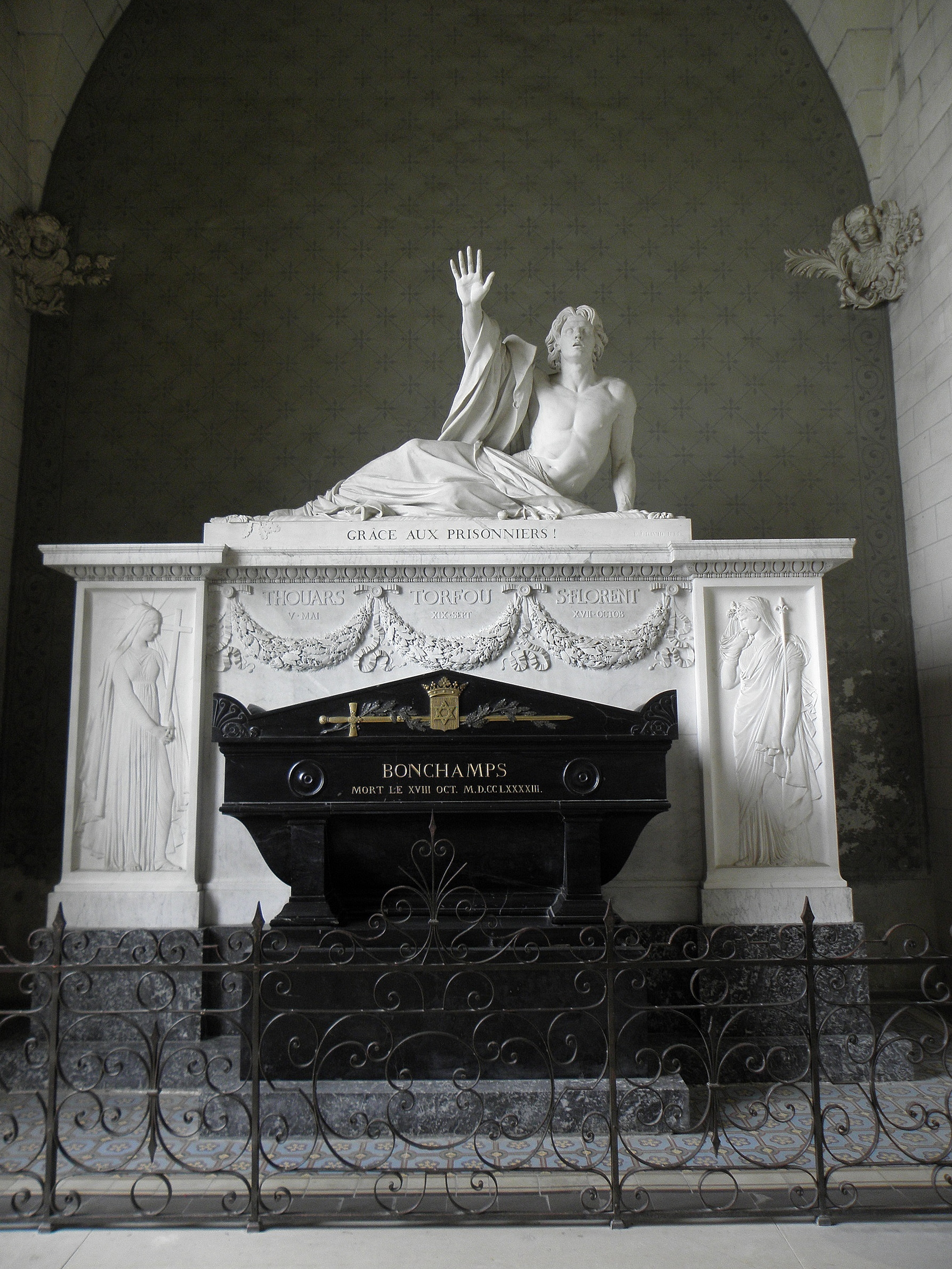
Le tombeau de Bonchamps.

L'abbaye est endommagée lors des guerres de Religion. Au XVIIe siècle, l'abbaye passe sous le contrôle de la Congrégation de Saint-Maur qui reconstruit la totalité du monastère et une partie de l'abbatiale. La reconstruction respecte « les principes mauristes de commodité, solidité et sobriété ».
Lors de la guerre de Vendée, l'église abbatiale est transformée en prison où sont d'abord enfermés près de 5 000 prisonniers républicains graciés par Charles de Bonchamps le 18 octobre 1793. Le tombeau de Bonchamps, sculpté par David d'Angers en 1825, visible à l'intérieur de l'église de Saint-Florent, rend hommage au général vendéen.
Les bleus ne seront pas si cléments puisque juste après, des prisonniers, Vendéens cette fois-ci, dont la moitié composée de femmes et les enfants, seront exécutés sommairement par les soldats de la République lors des fusillades du Marillais. Après la Révolution, le monastère est vendu en trois lots.
En 1890, l'architecte Alfred Tessier restitue l'ancien chœur à deux niveaux. L'édifice est inscrit au titre des monuments historiques en 1952, classé en 1974.
Aujourd'hui, l'abbaye est un lieu de manifestations culturelles et d'expositions d'art contemporain tandis que l'église est resté un lieu de culte.

## Abbés

### Prieurés, donations
- Donation du village d'Escoublac en 1050